# 아바드림
《아바드림》은 TV조선에서 방송하였던 음악 전문 예능 프로그램이다.

## 기획 의도
시공간을 초월한 가상 세계에서 버추월 아바타 및 음악프로그램

## 출연진
- 김현철
- 양세형
- 유세윤
- 유인나
- 이용진
- 이진호